# Thomas Kail
Thomas Kail (Virgínia, 20 de janeiro de 1977) é um cineasta norte-americano premiado com o Tony Award. Como reconhecimento, foi indicado ao Primetime Emmy Awards 2019.